# 冬期限定ボンボンショコラ事件
『冬期限定ボンボンショコラ事件』（とうきげんていボンボンショコラじけん）は2024年に創元推理文庫から刊行された米澤穂信の推理小説。〈小市民〉シリーズ第4弾にしてシリーズ完結編。
「週刊文春ミステリーベスト10」2024年国内部門第2位、「このミステリーがすごい!」2025年国内編第2位、「ミステリが読みたい!」2025年版国内篇第2位、「本格ミステリ・ベスト10」2025年版国内第9位。

## 概要
シリーズ完結編となる「冬期」は、受験を控えた高3の冬の物語。
小鳩常悟朗のひき逃げ事件と、3年前に小佐内ゆきと出会うきっかけとなった同じ堤防道路で起きたクラスメートのひき逃げ事件を、それぞれ抜け道のない密室状況からひき逃げ車はどこへどうやって消えたのかという謎を軸に、「2人にとっての最初の事件と最後の事件が同時に進行していく構造」で描かれた作品である。

## あらすじ

### 導入部
大学受験を控えた高校3年生の12月22日、小佐内ゆきと河川敷に沿った堤防道路を歩いていた小鳩常悟朗は、対向車線からセンターラインを越えて突っ込んできた車を見て、とっさに小佐内を庇って道路の外側の小段に突き飛ばし、自分はひき逃げされて意識不明の重体になる。やがて搬送された病院で目を覚ますと、太腿骨折と肋骨亀裂、全身打撲により、長くて2か月の入院、松葉杖が取れるまで長くて半年で、来春の大学受験は諦めざるを得なかった。
翌日、見舞いに来た堂島健吾から、常悟朗の中学3年の時の同級生・日坂祥太郎が自殺したらしいと聞かされる。常悟朗は、日坂が本当に死んだのか調べて欲しいと健吾に頼むが、受験を理由に断られる。夕食後に眠った後、目覚めた常悟朗の枕元には、小佐内からの「（犯人を）ゆるさないから」というメッセージカードが残されていた。
髪型がベリーショートの看護師の世話を受ける常悟朗は、理学療法士の馬淵のリハビリ指導を受ける以外にやることのない病院生活の中、小佐内と出会い、2人が小市民を目指すことになった苦い記憶を回想し、3年前の日坂のひき逃げ事件についてノートに書き留めていく。

### 3年前の事件
常悟朗の中学3年の時の同級生・日坂祥太郎は、3年前の夏、同じ堤防道路で、常悟朗とまったく同じような状況でひき逃げされた。日坂はバドミントン部のエースだが、中学最後の夏季大会に出場できなくなった。常悟朗はひき逃げ犯人を日坂の前に突き出してやろうと意気込む。そして目撃者である2年の藤寺（ふじでら）に状況を聞き出し、もう1人ひかれかけた女子生徒がいたことを知る。日坂をひき逃げした車は、逃走する際に後方を歩いていた小佐内をもひきかけていた。こうして功名心と復讐という、それぞれの理由でひき逃げ車を追っていた常悟朗と小佐内が出会い、協力して逃走車の行方を追うことになった。
逃走車は空色の軽ワゴン車で、現場から9キロメートル先の一般道に合流する丁字路まで堤防道路を降りることはできず、丁字路の角のコンビニの防犯カメラには必ず逃走車が映っているはずである。そこで2人はコンビニの店主の娘・麻生野（あそや）に防犯カメラのデータを見せてもらうが、なぜか逃走車は映っていなかった。2人はこの謎を保留にする一方、日坂の隣で自転車を押して歩いていた同行者がいたことに気がつき、藤寺に再度確認する。藤寺は日坂から同行者のことを口止めされていたが、何とか眼鏡をかけた髪の長い黄葉高校の女子生徒であったことを聞き出し、その女子生徒を探すことにする。
黄葉高校前の掲示板に事件の目撃者を募る張り紙を張っていた2人に、「エーカンのエーコじゃない？」と話しかけてきた女子生徒が眼鏡をかけて髪の長い「エーコ」を連れてくるが、「エーコ」は事件の目撃を否定する。その後、常悟朗は、張り紙を見た日坂の父親を名乗る男性に呼び出され、詳細を話した後、事件から手を引くように言われる。さらに、防犯カメラのことで警察が来たため、何が起こっているか知りたがった麻生野に2人は呼び出される。ところがひき逃げした車が防犯カメラに映っていないことを説明すると、麻生野はこの謎を瞬時に見破り、呆然とする2人をよそに、翌日犯人は逮捕された。
その日学校に復帰した日坂に呼び出された常悟朗は、日坂に平手打ちされ頼んでもいないのに余計なことをしたと責められる。麻生野に対する優位性を失った小佐内もまた傷ついた。そして2人は自分たちの愚かしい性向を封じ込めようと誓い、互いに助け合って小市民になろうと約束する。

### 現在の事件
常悟朗は、毎日リハビリに励み、夕食後にコップ1杯の水を飲み、いつ寝付いたのかも分からずに眠って未明に目を覚まし、車椅子に乗れるようになってからはベリーショートの看護師にトイレや屋上庭園に連れていってもらう日々を送っていた。一方小佐内は、いつも常悟朗が眠っている間にやって来ては、1日1粒指定のボンボンショコラや狼のぬいぐるみ、コンビニの防犯カメラに映っているはずの犯人の車が映っていないなどのメッセージカードを置いていく。12月29日のメッセージカードには、ドライフラワーに水をあげてというメッセージが書かれていた。
30日はドライフラワーに水をあげられずに眠ってしまったが、31日に水をあげた常悟朗は、夕食後、病室を訪れた小佐内にようやく会うことができた。常悟朗をひき逃げした車がブレーキを踏まなかったとしか思えず殺人未遂を疑っていた小佐内は、病院内も安全ではないと思っていた。そしていつ来ても眠っている常悟朗を不審に思い、ボンボンショコラの箱に仕込んだ盗聴器で病室内の様子を盗聴し、睡眠薬を飲まされていると察してコップの水を飲まないよう常悟朗に警告を発していたのであった。
常悟朗は、小佐内に頼んで車椅子でトイレに連れていってもらう。小佐内は、廊下の右手へナースセンターの前を通ってトイレに連れていく。隣には屋上庭園に上がるためのエレベーターもある。ベリーショートの看護師は、今まで遠回りになる左回りで常悟朗をトイレや散歩に屋上庭園へ連れていっていたことが分かった。
病室に戻ると、眼鏡をかけたベリーショートの看護師がベッドの横に立っていた。

### 真相
ベリーショートの看護師の名前は日坂英子、日坂の姉である。英子が車椅子を左回りで移動していたのは、ナースセンターの前を通ったときに他の看護師の名札を見て自分が名前を隠していることに気づかれないようにするためであった。ベリーショートの髪型も、3年前に会った長い髪の「エーカン（衛生看護科）のエーコ」であることに気づかれないように最近切ったもので、同じ理由で眼鏡も外していた。英子は、被害者の担当看護師の名字が3年前のひき逃げの被害者と同じであることを警察に告げられて関連があると疑われることを恐れていたため、常悟朗に名前が知られないようにしていたのであった。
英子は、3年前に常悟朗が行った目撃者探しで自分たち姉弟が不幸になったことを恨んでおり、たまたま堤防道路で通りかかったときに常悟朗が小佐内と歩きながら笑っている姿を見て、突発的にひき殺そうとしたのであった。いまだに逃走車が見つからないのは川の底に沈めたからである。偶然常悟朗の担当になったものの、自分の手で殺すことにはためらいがあり、睡眠薬を飲ませて他の看護師や外部の人間と接触させないことで引き延ばしを図っていたのであった。そして、常悟朗が治ると自力で病室を出て他の看護師や外部の人間と接触することから、太腿の骨折の状態を悪化させようと、金槌を持って病室に戻ってきたのであった。
金槌を持って追ってくる英子から逃れてエレベーターで屋上庭園に上がった常悟朗たちだが、逃げ場がなく追い詰められてしまう。小佐内は警察に通報し、常悟朗は時間稼ぎのために英子に質問し回答を引き出す。日坂の両親が離婚して姉は父親に、弟は母親についていき、互いに会うことも禁じられていたが、両親を復縁させるために姉弟は相談していた。それが、常悟朗の目撃者探しにより父親にバレてしまい、姉弟は完全に会うことを許されなくなった。その結果、弟は飛び降り自殺を図ったのであった。

### 結末
動揺する常悟朗と英子との間に小佐内が入り、自分も巻き添えでひこうとしたのはただの人殺しだと詰り、そこへ日坂が杖をついて姿を現す。弟に人を殺そうとしたことを聞かれてしまった英子は崩れ折れる。英子が警察に連行された後、日坂は3年前に言い過ぎたことを、常悟朗は一方的に善意を押し付けたことを、互いに謝る。
小佐内は、ベリーショートの看護師が普段は付けている名札を見て名字が「日坂」であることを知り、3年前の事件について常悟朗が書き留めたノートを見て、健吾に日坂の連絡先を教えてもらったのであった。健吾は1度は断ったものの、日坂を探してくれていたのであった。小佐内は英子を病室で弟と鉢合わせさせるつもりであったが、弟を見た英子がこの世の終わりみたいな顔をしたのを見れたことで満足していた。
なお、3年前のひき逃げ事件について常悟朗は、防犯カメラのデータを改竄したコンビニのアルバイト店員が犯人で、麻生野は空色の軽ワゴン車の持ち主に心当たりがあったため一瞬で謎を解けたのだろうと推理する。
小佐内は、受験が1年遅れになった常悟朗に、自分が受ける京都の大学を勧める。なかなか意識が戻らず小佐内を不安にさせた常悟朗に、その報いとして自分が受かってもどこの大学かは教えず、京都に迷路を作る、おいしいお店も探しておく、だから私を探してね、そうしたら最後の1粒をあげるという。

## 登場人物
「声」はテレビアニメ版『小市民シリーズ』での担当声優。

### 主要人物
小鳩 常悟朗
声 - 梅田修一朗
船戸高校3年生。問題事に首を突っ込み推理したがる性分で痛い目に遭った経験から小市民であろうと心がけている。3年前は鷹羽中学3年1組。
小佐内 ゆき
声 - 羊宮妃那
船戸高校3年生。復讐を好む本性を持ちながらも常悟朗と互恵関係を結び小市民を目指している。3年前は鷹羽中学3年4組。
堂島 健吾
声 - 古川慎
船戸高校3年生。新聞部元部長。親しいほどではないが常悟朗とは小学校時代の旧知の仲で、彼の小市民を目指すスタンスには否定的だが、時折彼の危機に駆けつけてくれる。
和倉（）
声 - 各務立基
木良市民病院の脳神経外科の医師。
宮室（）
声 - 兼政郁人
木良市民病院の整形外科の医師。
馬渕（）
声 - 乃村健次
木良市民病院の理学療法士。
看護師
声 - 青山玲菜
木良市民病院の看護師。髪型がベリーショート。

### 3年前の登場人物
日坂祥太郎（）
声 - 深町寿成
鷹羽中学3年1組。バドミントン部のエース。
牛尾（）
声 - 市川蒼
鷹羽中学3年1組。バドミントン部のキャプテン。
藤寺真（）
声 - 石井孝英
鷹羽中学2年5組。バドミントン部所属。
麻生野瞳（）
声 - 関根明良
鷹羽中学3年生。父親がコンビニ七ツ屋町店の経営者。
エーカンのエーコ
黄葉高校の女子生徒。